# 飛雪仙蹤
飛雪仙蹤（英語：Snow Fairy），是愛爾蘭出生的英國純種競賽馬匹。生涯稱霸中距離賽事，曾勝出葉森橡樹大賽、愛爾蘭橡樹大賽、香港盃及愛爾蘭冠軍錦標，更於2010及2011年連霸女皇伊利沙伯二世盃。

## 出賽前
2007年2月12日出生於愛爾蘭一個由Windflower Overseas Holding管理的牧場，成長途中於拍賣會上被賽馬團體Anamoine Ltd.以1800歐元的極低價購入。
其後交由英國練馬師鄧樂普訓練。

## 競賽生涯

### 2歲
2009年6月23日出戰紐百利馬場未勝利戰，於其中獲得第三的戰績。
7月8日出戰另一場未勝戰，以優秀的姿態奪得首次勝。
其後主要以短途賽事爲主軸累積獎金，並於四場賽之中取得一亞一季的優秀戰績。

### 3歲
2010年出戰表列賽Height of Fashion錦標，比賽途中一直保持穩定的節奏推進，於最後直路瞬間加速進入狀態下拋離後方3馬位取勝。
其後透過繳交2萬英鎊的追加報名費出戰葉森橡樹大賽，由於其於此前於哩半賽程的賽事並無實績，因而於賽前僅獲得第七人氣。比賽開始後，其選擇於較中團左右位置推進，進入直路後隨即和其他賽駒展開纏鬥，最終於飛雪仙蹤奪得先機率先透出下，以頸位優勢壓贏對手取得首個一級賽冠軍。
贏得葉森橡樹大賽後陣營認爲其實力充足，因而再度繳交4萬2500歐元的追加報名費令其得以出戰愛爾蘭橡樹大賽。比賽開始後，其以宏定的節奏展開推進，並於進入直路後不斷加速拋離對手，最終成功拉開第二名的Miss Jean Brodie 8馬位達成橡樹二冠。
8月返回英國出戰約克郡橡樹大賽，劍指取得三個橡樹大賽的冠軍，然而於比賽途中未能施展最佳的加速，最終敗於朗日中天下取得亞軍。
其後出戰聖烈治錦標和一衆雄馬決戰，然而受到較長途程影響下其於直路表現出稍微力弱的狀態，最終不敵Arctic Cosmos等對手下以第四完賽。
完成聖烈治錦標後陣營安排其遠征日本，以女皇伊利沙伯二世盃作爲目標。比賽開始後，其選擇於中團靠前位置追走，並於比賽途中以穩定的節奏進佔有利位置。進入直路後，其隨即以優秀的反應不斷加速取得領先，及後繼續衝刺下不但成功抵擋後方名將巨鯨的來襲，更以拉開對手4馬位的姿態獲勝。

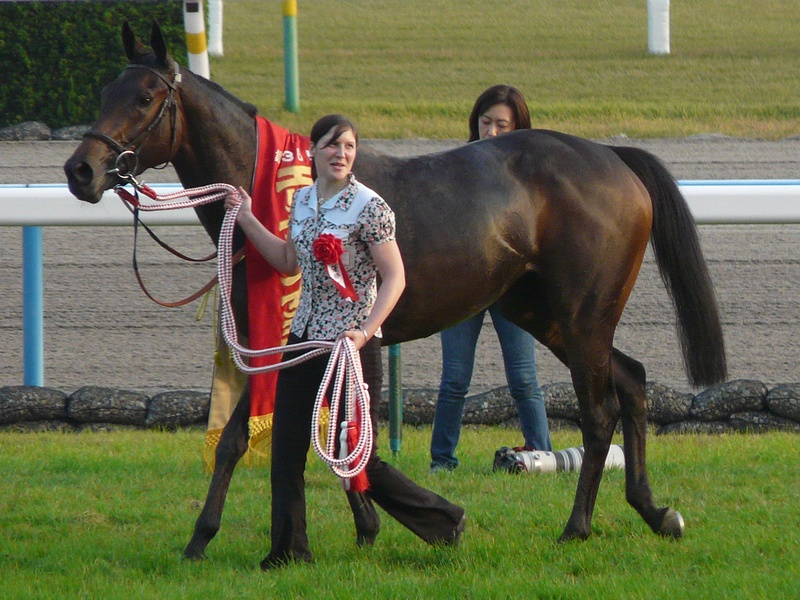
女皇伊利沙伯二世盃頒獎儀式

其後並未返回英國，而是前往香港出戰香港盃。比賽開始後，其選擇採取留後戰術一直保持於尾二的位置等待時機，並於通過最後彎道時候仍然處於較後位置。然而進入直路後，其突然以凌厲的姿態由外檔位置衝出，最終不斷爆發末腳下成功於終點先前透出，壓贏魔法幻影取得第四個一級賽冠軍。

### 4歲
2011年年初原定遠征阿聯酋出戰杜拜世界盃賽馬日的賽事，然而受到右前腳管骨發炎的影響下需要休養而避戰。
6月25日原定以美寶莉錦標作爲復出戰，但最終因馬場狀態惡化變成大爛地而選擇退賽，轉戰7月2日的日蝕大賽。比賽開始後，雖然其保持不俗的節奏推進，但於直路上的表現未如理想下無法壓制其他賽駒，最終以第四完賽。
其後出戰蘭秀錦標及愛爾蘭冠軍錦標，但兩場賽事均因爲後上不及而未能掄元，分別敗於朗日中天及信可成真取得二連亞。
10月2日前往法國出戰凱旋門大賽，雖然於直路上展現出優秀的末腳不斷迫近前方的賽駒，但仍然未能超越第十及第十四人氣伏兵丹山夢和犀利蹄以第三落敗。
其後出戰英國冠軍錦標，最終敗於天鷹翱翔及信可成真下再度以第三完賽。
11月再度遠征日本出戰女皇伊利沙伯二世盃，比賽初段面對富士神明的快放下仍然保持自身節奏於後方位置追走，並於通過第三彎道時稍微上前進佔中團靠後的空間。進入直路後，其隨即於中檔加速衝刺，最終轟出恐怖的後600米33.8秒末腳速度下成功超越前方的Aventura、夏威夷鳥及捕鯨之旅取得冠軍，成爲首匹連霸日本中央賽事的外國馬。

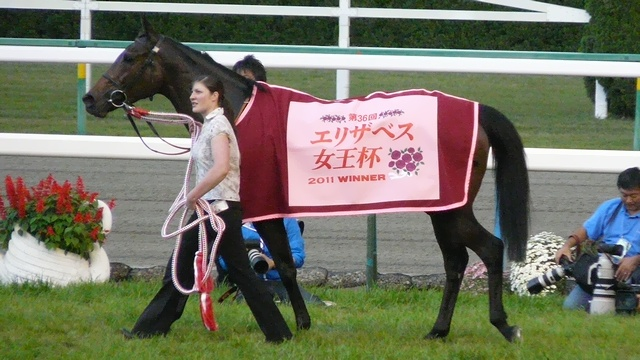
女皇伊利沙伯二世盃頒獎儀式

其後原定計劃遠征香港出戰香港瓶，然而抵港後於訓練途中被發現左腳出現肌腱炎跡象，最終返回英國並進行長期休養。

### 5歲
2012年8月19日於休養完成後前往法國出戰尚羅萬尼錦標大賽，比賽途中保持於尾三、四左右的位置，並於進入直路後一舉加速超越前方賽駒取得優勝，最終以第一名衝線奪冠。然而賽後法國賽馬會於其體內查出治療肌腱炎時殘留的藥劑，且此藥劑於法國的賽事規例中被列爲禁藥，因而其最終被判處失格並剝奪冠軍頭銜。
其後轉移至愛爾蘭出戰愛爾蘭冠軍錦標，比賽途中以凌厲的姿態由後方殺上，最終拉開第二名的天賜寶駒1 1/4馬位取得冠軍。
贏得愛爾蘭冠軍錦標後陣營原定以凱旋門大賽或育馬者盃草地大賽作爲秋季的主要目標，然而於賽前腳部不適下決定避戰並進入休養。

### 6歲
2013年其繼續現役並有安排，然而訓練途中其左前腳的肌腱炎復發，最終於陣營考慮後決定安排其退役。

### 詳細賽績
| 日期       | 舉辦國家 | 馬場     | 距離     | 級別 | 賽事名稱            | 負重 | 騎師   | 馬號 | 出馬 | 名次 | 時間    | 頭馬（二馬）         |
| ---------- | -------- | -------- | -------- | ---- | ------------------- | ---- | ------ | ---- | ---- | ---- | ------- | -------------------- |
| 26/3/2009  | 英國     | 紐百利   | 草1200   |      | 未勝利              | 52.5 | 奧東豪 | 16   | 13   | 3    | 1:12.1  | Lady Pattern         |
| 8/7/2009   | 英國     | 嶺飛     | 膠沙1200 |      | 未勝利              | 52.5 | 繆莎莉 | 10   | 9    | 1    | 1:12.0  | （Baby Dottie）      |
| 1/8/2009   | 英國     | 新市場   | 草1200   |      | 2歲雌馬             | 60.5 | 卡比   | 1    | 18   | 2    | 1:13.2  | She's Ok             |
| 8/8/2009   | 英國     | 新市場   | 草1200   | GIII | 甜索利那錦標        | 57   | 高俊誠 | 10   | 10   | 4    | 1:26.5  | Long Lashes          |
| 29/8/2009  | 英國     | 古活     | 草1400   | GIII | 威望錦標            | 57   | 艾向能 | 8    | 8    | 3    | 1:27.4  | Sent From Heaven     |
| 24/10/2009 | 英國     | 紐百利   | 草1400   | L    | Radley錦標          | 56   | 施慕齡 | 14   | 14   | 9    | 1:34.6  | Electric Feel        |
| 19/5/2010  | 英國     | 古活     | 草2000   | L    | High of Fashion錦標 | 57   | 艾向能 | 7    | 8    | 1    | 2:06.9  | （Pipette）          |
| 4/6/2010   | 英國     | 葉森     | 草2400   | GI   | 葉森橡樹大賽        | 57   | 莫雅   | 14   | 15   | 1    | 2:35.7  | （Meezanah）         |
| 18/7/2010  | 愛爾蘭   | 卻拉     | 草2400   | GI   | 愛爾蘭橡樹大賽      | 57   | 莫雅   | 16   | 15   | 1    | 2:34.8  | （Miss Jean Brodie） |
| 19/8/2010  | 英國     | 約克     | 草2400   | GI   | 約克郡橡樹大賽      | 56   | 夏偉卓 | 8    | 8    | 2    | 2:31.0  | 朗日中天             |
| 11/9/2010  | 英國     | 唐卡士打 | 草2920   | GI   | 聖烈治錦標          | 56   | 艾向能 | 10   | 10   | 4    | 3:03.6  | Arctic Cosmos        |
| 14/11/2010 | 日本     | 京都     | 草2200   | GI   | 女皇伊利沙伯二世盃  | 54   | 莫雅   | 6    | 17   | 1    | 2:12.5  | （名將巨鯨）         |
| 12/12/2010 | 香港     | 沙田     | 草2000   | GI   | 香港盃              | 54   | 莫雅   | 13   | 13   | 1    | 2:02.96 | （魔法幻影）         |
| 2/7/2011   | 英國     | 沙丘園   | 草2000   | GI   | 日蝕大賽            | 59   | 莫狄   | 5    | 5    | 4    | 2:06.1  | 信可成真             |
| 30/7/2011  | 英國     | 古活     | 草2000   | GI   | 蘭秀錦標            | 60   | 戴圖理 | 5    | 6    | 2    | 2:08.0  | 朗日中天             |
| 3/9/2011   | 愛爾蘭   | 李奧柏   | 草2000   | GI   | 愛爾蘭冠軍錦標      | 59   | 戴圖理 | 3    | 6    | 2    | 2:04.3  | 信可成真             |
| 2/10/2011  | 法國     | 隆尚     | 草2400   | GI   | 凱旋門大賽          | 58   | 戴圖理 | 8    | 16   | 3    | 2:25.2  | 丹山夢               |
| 15/10/2011 | 英國     | 雅士谷   | 草2000   | GI   | 英國冠軍錦標        | 57   | 柏兆雷 | 9    | 12   | 3    | 2:02.7  | 天鷹翱翔             |
| 13/11/2011 | 日本     | 京都     | 草2200   | GI   | 女皇伊利沙伯二世盃  | 56   | 莫雅   | 18   | 18   | 1    | 2:11.6  | （Aventura）         |
| 19/8/2012  | 法國     | 多維爾   | 草2000   | GI   | 尚羅萬尼錦標        | 57   | 莫雅   | 2    | 9    | DSQ  | DSQ     | IzziTop              |
| 8/9/2012   | 愛爾蘭   | 李奧柏   | 草2000   | GI   | Radley              | 59   | 戴圖理 | 3    | 6    | 1    | 2:00.92 | （天賜寶駒）         |

## 退役後
退役後，飛雪仙蹤成爲了繁殖雌馬，於愛爾蘭一個由馬主Anamoine Ltd.擁有的牧場休養，在2014年進行配種。首匹子嗣Belle De Neige在2015年出生，可於2017年出賽。

### 詳細繁殖資料
| 數目   | 馬名           | 出生年 | 性別 | 父系              | 練馬師       | 馬主         | 戰績                        |
| ------ | -------------- | ------ | ---- | ----------------- | ------------ | ------------ | --------------------------- |
| 第一匹 | Belle De Neige | 2015   | 雌   | Elusive Pimpernel | 英國・鄧樂普 | Anamoine Ltd | 1戰0冠0亞0季（退役・繁殖）  |
|        | （未有配種）   |        |      |                   |              |              |                             |
| 第二匹 | Virgin Snow    | 2017   | 雌   | 教堂峽谷          | 英國・鄧樂普 | Anamoine Ltd | 11戰1冠2亞3季（退役・繁殖） |
| 第三匹 | 以父而名       | 2018   | 雄   | 范高爾            | 英國・鄧樂普 | Anamoine Ltd | 15戰2冠2亞2季（退役）       |
|        | （未有配種）   |        |      |                   |              |              |                             |
| 第四匹 | Don Simon      | 2021   | 雄   | 海都之星          | 英國・鄧樂普 | Anamoine Ltd | 5戰0冠1亞1季（現役）        |
|        | （未有配種）   |        |      |                   |              |              |                             |
|        | （未有配種）   |        |      |                   |              |              |                             |
|        | （未有配種）   |        |      |                   |              |              |                             |

## 血統簡介
父系Intikhab爲美國生產的英國賽駒，生涯戰績不俗，曾勝出二級賽女皇安妮錦標。祖父Red Ransom爲美國賽駒，生涯僅出賽三場並勝出其中兩場。
母系Woodland Dream爲愛爾蘭賽駒，生涯戰績不佳僅勝出一場賽事。外祖父木林爲愛爾蘭生產的英國賽駒，生涯戰績不俗，曾勝出二級賽女皇安妮錦標及英國挑戰錦標，亦於聖詹姆士皇宮錦標、薩塞克斯錦標及樂景傑錦標等一級賽跑獲亞軍。

### 血統表
| 父線：雷弼圖系（Hail to Reason系）                       |                               |                   |                    |
| 種馬 Intikhap 1994年（棗色）                             | Red Ranson 1987年（棗色）     | 雷弼圖            | Hail to Reason     |
| 種馬 Intikhap 1994年（棗色）                             | Red Ranson 1987年（棗色）     | 雷弼圖            | Bramalea           |
| 種馬 Intikhap 1994年（棗色）                             | Red Ranson 1987年（棗色）     | Arabia            | Damascus           |
| 種馬 Intikhap 1994年（棗色）                             | Red Ranson 1987年（棗色）     | Arabia            | Christmas Wind     |
| 種馬 Intikhap 1994年（棗色）                             | Crafty Example 1987年（栗色） | Crafty Prospector | 淘金者             |
| 種馬 Intikhap 1994年（棗色）                             | Crafty Example 1987年（栗色） | Crafty Prospector | Real Crafty Lady   |
| 種馬 Intikhap 1994年（棗色）                             | Crafty Example 1987年（栗色） | Zienelle          | 單色               |
| 種馬 Intikhap 1994年（棗色）                             | Crafty Example 1987年（栗色） | Zienelle          | Past Example       |
| 繁殖雌馬 Woodland Dream 2002年（深棗色）                 | 木林 1992年（深棗色）         | 警告              | Known Fact         |
| 繁殖雌馬 Woodland Dream 2002年（深棗色）                 | 木林 1992年（深棗色）         | 警告              | Slightly Dangerous |
| 繁殖雌馬 Woodland Dream 2002年（深棗色）                 | 木林 1992年（深棗色）         | Dance of Leaves   | 鞍匠井             |
| 繁殖雌馬 Woodland Dream 2002年（深棗色）                 | 木林 1992年（深棗色）         | Dance of Leaves   | Fall Aspen         |
| 繁殖雌馬 Woodland Dream 2002年（深棗色）                 | Fantasy Girl 1994年（深棗色） | 馬足              | 最後大官           |
| 繁殖雌馬 Woodland Dream 2002年（深棗色）                 | Fantasy Girl 1994年（深棗色） | 馬足              | Flame of Tara      |
| 繁殖雌馬 Woodland Dream 2002年（深棗色）                 | Fantasy Girl 1994年（深棗色） | Persian Fantasy   | Persian Bold       |
| 繁殖雌馬 Woodland Dream 2002年（深棗色）                 | Fantasy Girl 1994年（深棗色） | Persian Fantasy   | Gay Fantasy        |
| 雌系：號族：1-k                                          |                               |                   |                    |
| 五代內近親交配：雷弼圖 3×5、北地舞人 5×5、In Reality 5×5 |                               |                   |                    |

## 命名由來
名字Snow Fairy意思是「冰雪妖精」，香港則翻譯為「飛雪仙蹤」。

## 外部連結
- 飛雪仙蹤 netkeiba.com （页面存档备份，存于）
- 飛雪仙蹤 racingpost.com （页面存档备份，存于）
- 血統表 （页面存档备份，存于）